# Mallomys gunung
Mallomys gunung — вид гризунів родини мишевих. Зустрічається тільки в Західному Папуа, Індонезія. Він зустрічається лише на високих висотах, має площу менш ніж 5000 кв.км і відомий лише з двох місць (хоча може бути присутнім у більшій кількості).

## Морфологічна характеристика
Це великий гризун з довжиною голови й тулуба від 415 до 470 мм, довжиною хвоста від 355 до 368 мм, довжиною стопи від 68,9 до 75 мм, довжиною вуха від 35 до 36,5 мм і вагою до 2 кг. Хутро щільне, вкрите чорнуватими волосками довжиною до 70 мм. Забарвлення верху темно-сіре, до хвоста і на задніх лапах світліше. Черевні частини жовтуваті. Вуха широкі, подовжені, загострені, чорнуваті і дрібно вкриті темною шерстю. Руки і ноги вкриті довгим волоссям, як світлим, так і темним. Нігті надзвичайно довгі й тонкі. Навколо очей темні кільця, вуса чорні. Хвіст коротший за голову й тулуб і чорнуватий у базальній третині, жовтуватий у кінцевих двох третинах.

## Поведінка
Живе в норах на землі між масивами скель.